# Oecetis laodike
Oecetis laodike is een schietmot uit de familie Leptoceridae. De soort komt voor in het Oriëntaals gebied.